# قلعه نارومی

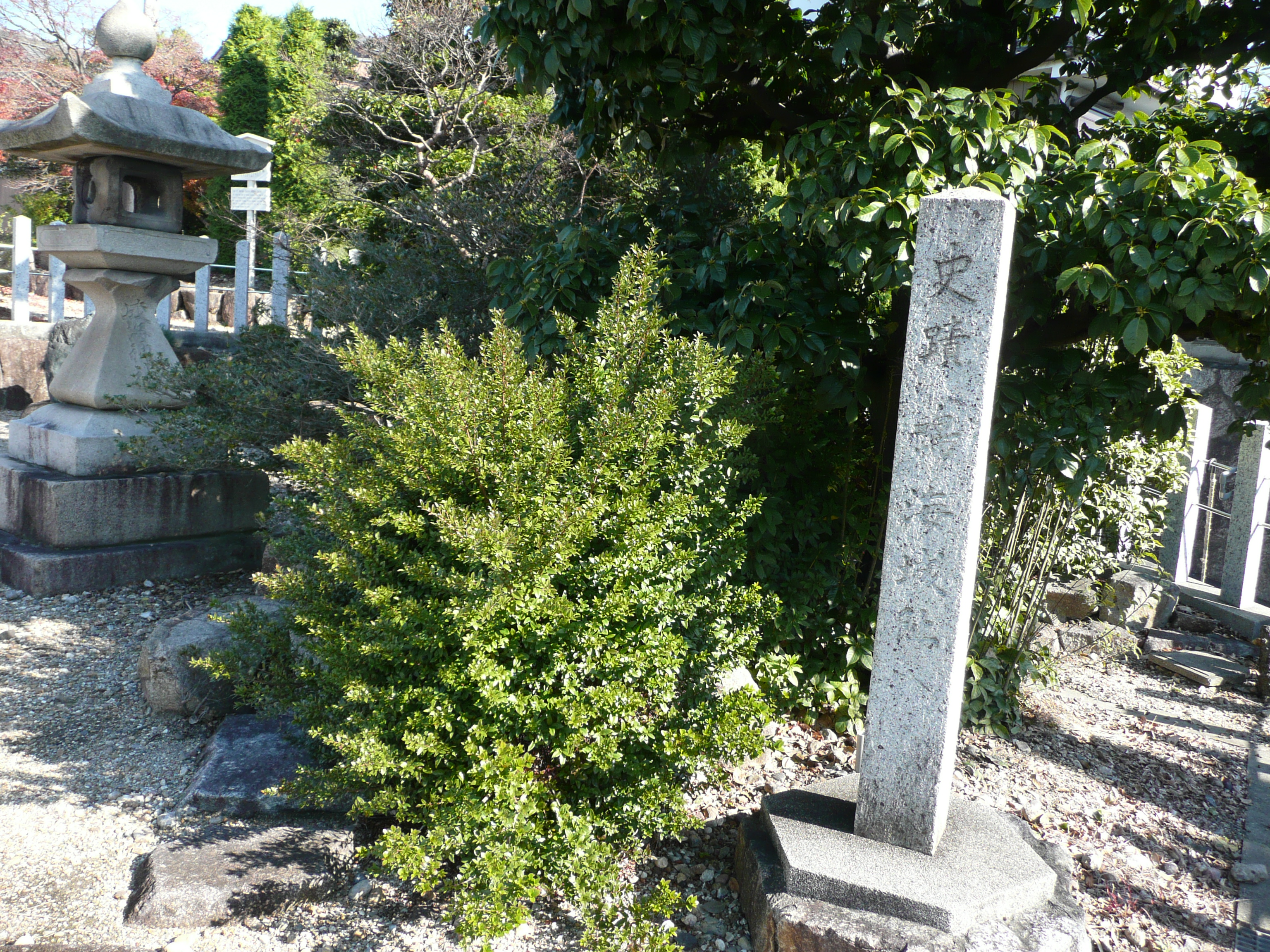
خرابه‌های قلعه نارومی

قلعه نارومی (به ژاپنی: 鳴海城) یک قلعه ژاپنی در میدوری-کو، ناگویا، شهر ناگویا، استان آیچی در ژاپن بود. این قلعه همچنین به نام قلعه نِگویا نیز نامیده می‌شود. در دوره سنگوکو در هنگامیکه اودا نوبوهیده در ولایت اُواری به گسترش قدرت خود پرداخته بود، وی یاماگوچی نوریتسوگو (مرگ ۱۵۶۰) را به جهت جلوگیری از حملات خاندان ایماگاوا به عنوان ارباب این قلعه گماشت. پس از مرگ اودا نوبوهیده، نوبوتسوگو به او خیانت کرده و طرفدار خاندان ایماگاوا شد و قلعه نارومی را به پسر خود یاماگوچی نوری‌یوشی (مرگ ۱۵۶۰) واگذار کرد.
در ۱۰ مه ۱۵۵۲ پسر و جانشین اودا نوبوهیده، اودا نوبوناگا با ۸۰۰ نفر سرباز جهت پس گرفتن قلعه در نبرد آکاتسوکا با یاماگوچی نوریتسوگو جنگید اما موفق با تسخیر قلعه نشد. در سال ۱۵۶۰ رهبر خاندان ایماگاوا ایماگاوا یوشیموتو، یاماگوچی نوریتسوگو و پسرش را به محل اقامت خود در ولایت سوروگا فرا خواند و هر دو را مجبور به هاراکیری کرد.
پس از یاماگوچی نوری‌یوشی، اوکابه موتونوبو ارباب قلعه شد.